# Seltz
Seltz (deutsch Selz) ist eine französische Gemeinde mit 3135 Einwohnern (Stand 1. Januar 2021) im Département Bas-Rhin in der Region Grand Est (bis 2015 Elsass). Sie gehört zum Arrondissement Haguenau-Wissembourg und zum Kanton Wissembourg.

## Geografie
Der Ort liegt an der Sauer unweit ihrer Mündung in den Rhein. Etwa zehn Kilometer östlich von Seltz, auf der rechten Seite des Rheins, liegt die deutsche Stadt Rastatt. Die Entfernung nach Baden-Baden beträgt etwa 28 Kilometer, nach Karlsruhe 41 Kilometer und nach Straßburg im Süden 51 Kilometer.

## Geschichte

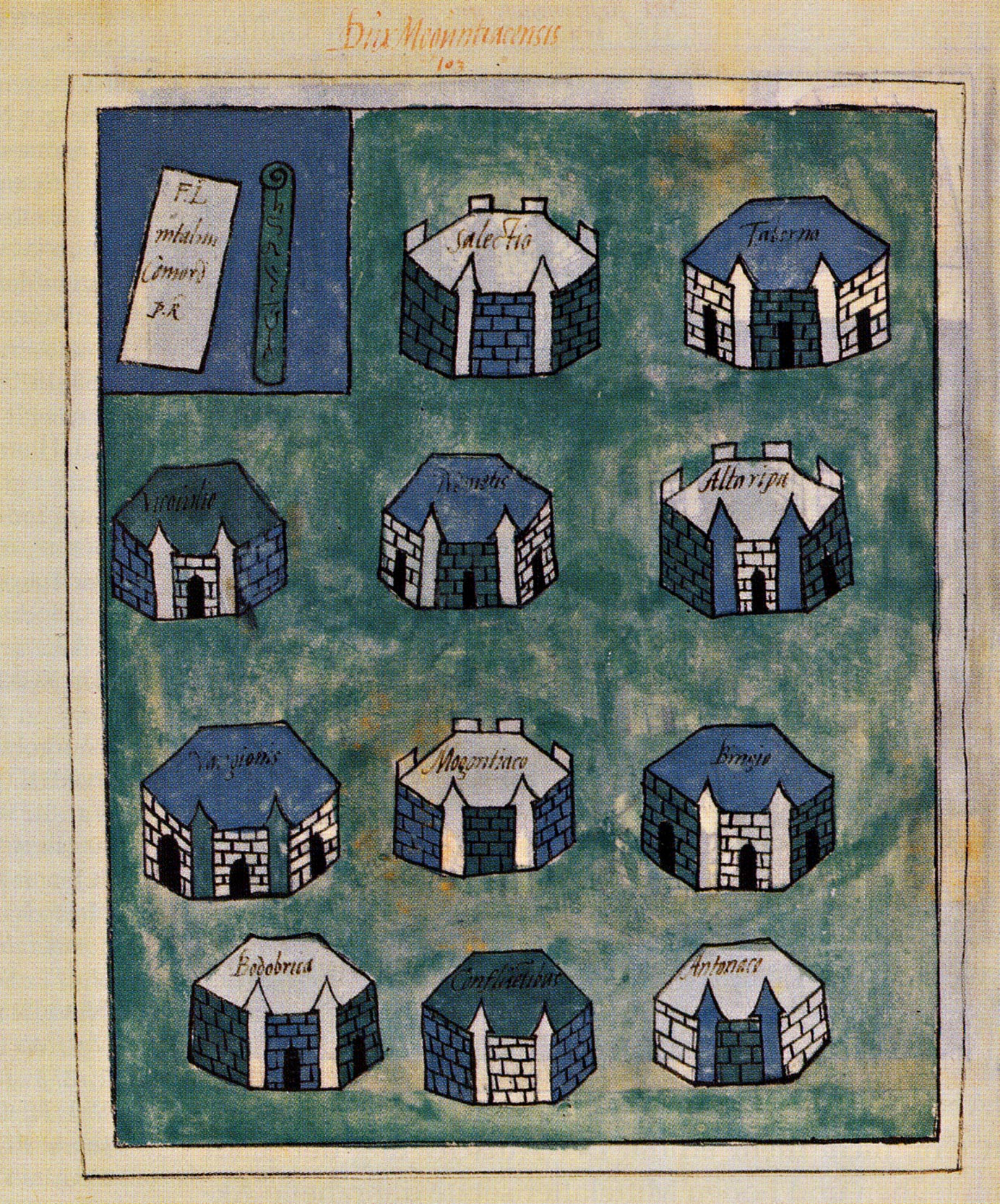
Salectio (Seltz) im römischen Staatshandbuch Notitia Dignitatum (erste Reihe, Mitte)

Der Ort Seltz hat eine lange Geschichte, was hauptsächlich darauf zurückzuführen ist, dass der Rhein an dieser Stelle seit Menschengedenken leicht zu überqueren war.
Die Seltzer Hügelgräber sind archäologische Zeugnisse aus der Bronze- und der vorrömischen Eisenzeit. Die Kelten nannten den Ort Saliso, die Römer, die in der Nähe ein Militärlager an der römischen Rheintalstraße errichteten, Saletio. Zahlreiche Überreste dieser frühen Zeiten wurden um das Jahr 1900 freigelegt.
Unter den Merowingern hieß der Ort Salosia, unter den Karolingern, zu deren Zeiten eine Burg bestand, Saltz. 770 traf sich in Seltz Königin Bertrada, Mutter der fränkischen Könige Karl und Karlmann, hier mit ihrem Sohn Karlmann und versuchte – erfolglos – in dem Konflikt mit König Karl zu vermitteln. König Karl hielt sich währenddessen etwa 100 km weiter nördlich auf der Reichsversammlung in Worms auf.
968 schenkte Otto I., Begründer des Heiligen Römischen Reiches, den Ort und die benachbarten Dörfer seiner Ehefrau, der Kaiserin Adelheid, die dort die Benediktinerabtei Selz gründete, wo sie 999 starb. Ihr Grab wurde ein Wallfahrtsort; 1085 erwirkte der Bischof von Straßburg ihre Heiligsprechung. Unter den Staufern erhielt Seltz Stadtrechte, 1357 erhob Kaiser Karl IV. es zur Reichsstadt. 
1798 wurden beim Rastatter Kongress unter anderem auch die Grenzen zwischen Frankreich und Baden festgelegt. Am 9. Januar 1803 berief Napoleon Bonaparte persönlich in Seltz die Kantonsversammlung ein. Das Originaldokument dieser Zeremonie, geschmückt mit dem Siegel Bonapartes, wird im Stadtarchiv aufbewahrt.
Wie das übrige Elsass gehörte Seltz von 1871 bis 1918 zum damaligen Deutschen Reich und kehrte nach Ende des Ersten Weltkrieges nach Frankreich zurück. Im Zweiten Weltkrieg wurde die Stadt zeitweise evakuiert. Der 1940 erfolgten erneuten Angliederung des Elsass an Deutschland bereiteten im Raum Seltz alliierte Truppen im März 1945 ein Ende.

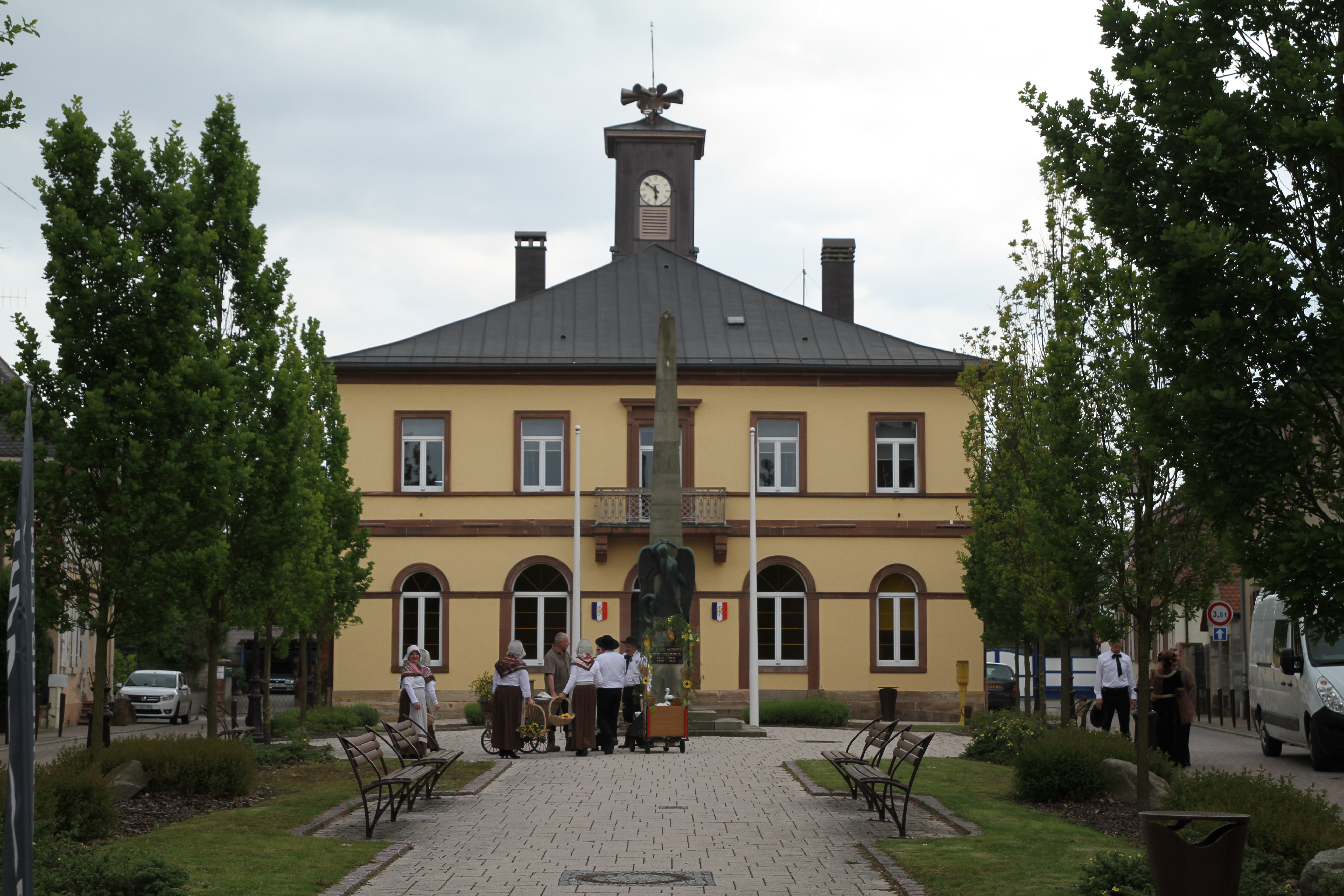
Rathaus und Sitz des Gemeindeverbandes

### Bevölkerungsentwicklung
| Jahr      | 1962 | 1968 | 1975 | 1982 | 1990 | 1999 | 2006 | 2018 |
| Einwohner | 2150 | 2387 | 2570 | 2637 | 2584 | 2985 | 3161 | 3163 |

## Wirtschaft und Infrastruktur

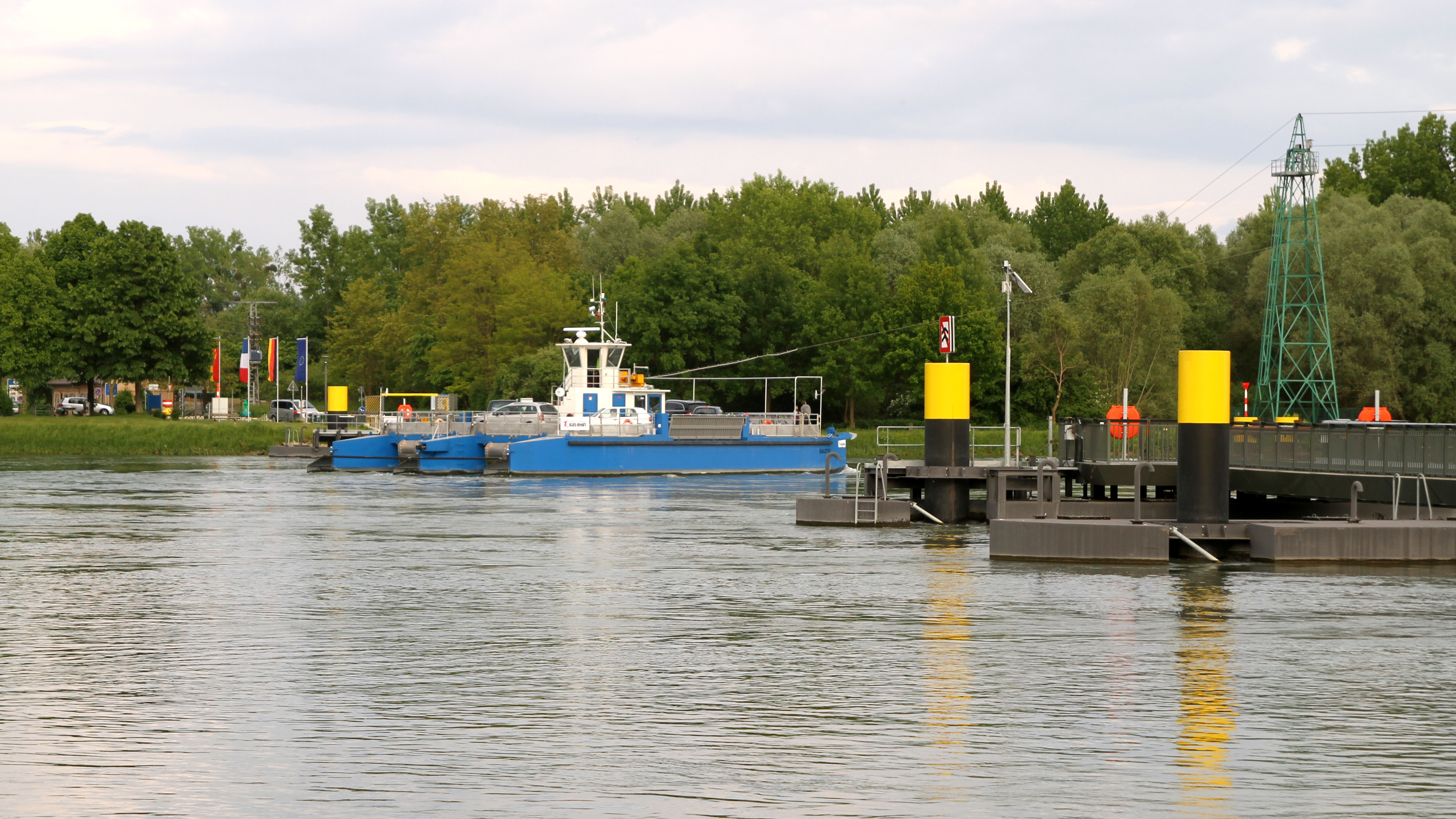
Rheinfähre Seltz–Plittersdorf

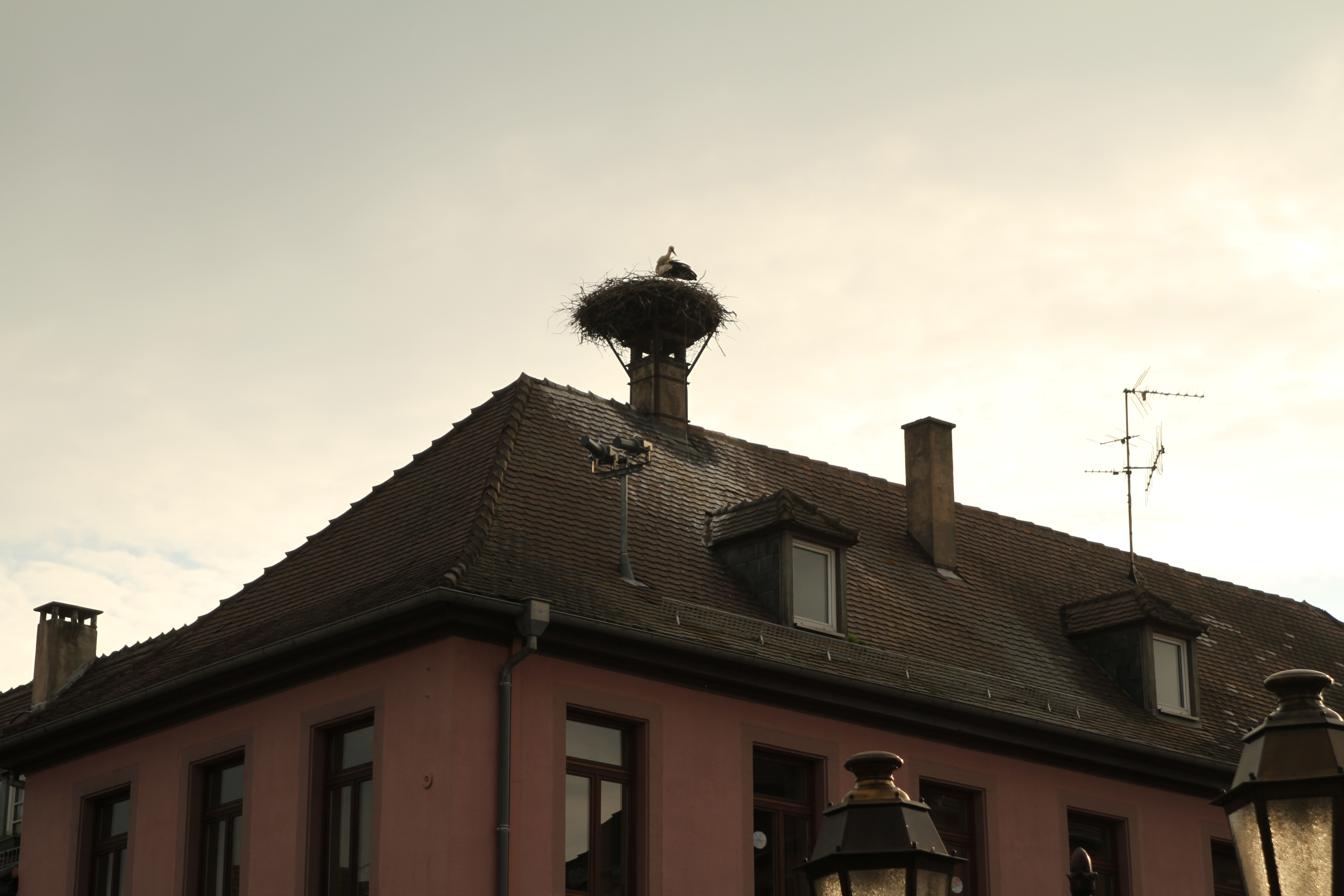
Storchennest mitten in Seltz

Neben einigen kleineren Industriebetrieben findet man in Seltz einige Handwerksbetriebe und Einkaufsmöglichkeiten durch zwei Supermärkte und kleinere Geschäfte.
Am Westende der Gemeinde wurde unter dem Namen Parc Rhénan (Rheinpark) ein neues Gewerbegebiet eingerichtet. Auf einer Gesamtfläche von ungefähr 42.770 Quadratmetern sollen sich Handwerks- und Dienstleistungsbetriebe ansiedeln.
Mit der Regionalbahnlinie R82 ist Seltz mit Wörth am Rhein und Straßburg verbunden.
Die kostenlos benutzbare und von der Strömung angetriebene Gierseilfähre Rheinfähre Plittersdorf–Seltz verbindet Seltz mit dem deutschen Nachbarort Plittersdorf auf der anderen Rheinseite. Nach einer Schiffskollision im Jahr 2005 war sie für fünf Jahre außer Betrieb. Im September 2010 wurde sie mit einem neu gebauten Schiff wieder aufgenommen. Betreiber ist das Département Bas-Rhin.
Zahlreiche Gaststätten laden zum Besuch von Seltz ein; ein Hotel ist von der Autoroute A 35 (Autoroute des Cigognes) am westlichen Ortseingang direkt zu erreichen. Die reizvolle Landschaft in der Rheinebene und zahlreiche Fahrradwege bieten Erholung an. Darüber hinaus befindet sich am Rheinufer eine Camping-Anlage mit großem Sandstrand, die ganzjährig zur Verfügung steht. Eine weitere Camping-Anlage befindet sich neben der Storchen-Aufzuchtstation mit kleinem Badesee.

## Gemeindepartnerschaften
- Obervellach, Kärnten, Österreich